# Ragged Mountain
Ragged Mountain est une montagne située au sein de la vallée du Connecticut, au centre de l'État du même nom (États-Unis), et faisant partie de Metacomet Ridge, une longue arête rocheuse des Appalaches qui traverse le sud de la Nouvelle-Angleterre sur 160 kilomètres de long. Le sommet s'élève à 232 mètres d'altitude. Ragged Mountain est une destination populaire pour la pratique de sports en plein air, réputée pour ses falaises, le panorama qu'elle offre, son microclimat ainsi que sa faune et sa flore variées.

## Géographie

### Topographie
Ragged Mountain s'élève abruptement 150 mètres au-dessus du cours du fleuve Quinnipiac à l'ouest. Elle s'étend sur 4 kilomètres de long pour 2,8 kilomètres de large. Son point culminant atteint 232 mètres d'altitude. Elle se situe sur le territoire des villes de Southington et Berlin. Elle se prolonge au nord par Bradley Mountain et au sud par Short Mountain.

### Hydrographie
Quatre étendues d'eau entourent Ragged Mountain : Shuttle Meadow Reservoir au nord-ouest, la séparant de Bradley Mountain, Wassel Reservoir niché à l'ouest entre deux promontoires et retenu par deux barrages, un au nord-est et un au sud, un petit étang associé au réservoir précédent appelé South Wassel Reservoir ou Hart Pond au sud-ouest et, enfin, deux étangs jumeaux, les Hart’s Ponds, au sud-est. Wassel Reservoir est nommé en l'honneur de RMSN David Wassel, un sous-marinier de l'US Navy ayant perdu la vie lors du naufrage de l'USS Thresher au large des côtes du Massachusetts. Plusieurs cascades descendent de la montagne.
Les eaux du versant oriental s'écoulent dans la Mattabasett River, affluent du fleuve Connecticut, tandis que le versant occidental appartient au bassin du Quinnipiac qui se jette directement dans l'océan Atlantique au Long Island Sound.

### Géologie
Ragged Mountain, comme la plus grande partie de Metacomet Ridge, est composée de basalte, une roche volcanique. Elle s'est formée à la fin du Trias lors de la séparation de la Laurasia et du Gondwana, puis de l'Amérique du Nord et de l'Eurasie. La lave émise au niveau du rift s'est solidifiée en créant une structure en mille-feuille sur une centaine de mètres d'épaisseur. Les failles et les séismes ont permis le soulèvement de cette structure géologique caractérisée par de longues crêtes et falaises.

### Écosystème
La combinaison des crêtes chaudes et sèches, des ravines froides et humides et des éboulis basaltiques est responsable d'une grande variété de microclimats et d'écosystèmes abritant de nombreuses espèces inhabituelles pour la région. Ragged Mountain est un important corridor migratoire saisonnier pour les rapaces.

## Activités

### Tourisme
Plusieurs sentiers de randonnée traversent Ragged Mountain, dont une partie des 82 kilomètres du Metacomet Trail, maintenu par la Connecticut Forest and Park Association, qui s'étend des Hanging Hills à Meriden jusqu'à la frontière avec le Massachusetts. Il longe le Shuttle Meadow Reservoir et le Wassel Reservoir tandis que le Hart Pond est bordé par le Amelia Green Trail. Les sommets dégarnis et les falaises offrent un large panorama sur les régions alentour. La montagne est ouverte à la randonnée pédestre, à la raquette à neige et à diverses autres activités de détente. Bien que déconseillés voire interdits par la police locale, les plongeons depuis les falaises et la nage dans le Wassel Reservoir sont largement pratiqués. Le principal site, sur la rive orientale, est appelé Running Man (littéralement « l'homme qui court ») en raison de l'élan qu'il faut prendre pour sauter au-dessus des arbres et des rochers en contrebas. La retenue forme une petite baie, au nord-ouest, qui s'enfonce dans l'eau en formant six à sept marches de deux mètres de hauteur chacune, ce qui rend le site propice à la baignade. Il est éloigné d'un peu plus de trois mètres de l'eau et s'élève à vingt mètres au-dessus de la surface. Les sports les plus réputés sont toutefois l'escalade en paroi et le bloc, grâce à Fritz Wiessner qui ouvrit de nombreuses voies dans les années 1930 et qui a fait du site un des plus populaires du Connecticut. Des différends avec les propriétaires autour de la montagne ont eu lieu et, de fait, la Connecticut Forest and Park Association (randonnée) et la Ragged Mountain Foundation (escalade) conseillent d'emprunter les parkings et les sentiers pour accéder à la montagne.

### Menaces et protections environnementales
La principale menace et pollution visuelle qui pèse sur Ragged Mountain est l'étalement périurbain. Une grande partie de la montagne est protégée au sein d'une réserve naturelle, d'un site d'escalade classé et en tant que ressource hydrologique. Shuttle Meadow Reservoir et Wassel Reservoir sont gérés par le New Britain Water Department tandis que le Hart Pond est géré par la ville de Berlin. En 2000, la montagne a fait l'objet d'une étude du National Park Service en vue d'être intégrée dans un nouveau National Scenic Trail, le New England National Scenic Trail, qui aurait inclus le Metacomet-Monadnock Trail au Massachusetts d'une part, les Mattabesett Trail et Metacomet Trail au Connecticut d'autre part. La Ragged Mountain Foundation, une association d'escalade à but non lucratif, en partenariat avec The Nature Conservancy, gère 56 acres et participe activement à la conservation du site et à l'accès au public. Le Berlin Land Trust veille également à la conservation et à la préservation du panorama.